# Noctalis

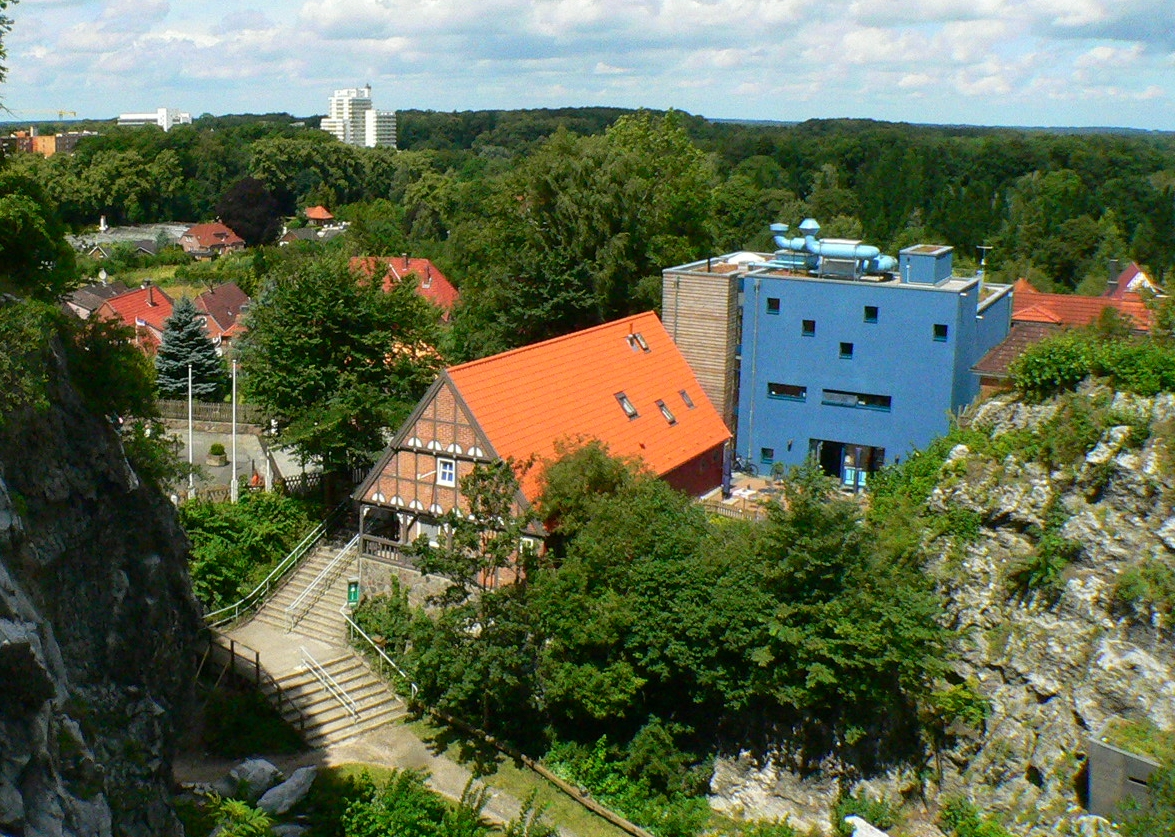
Noctalis vom Kalkberg aus gesehen

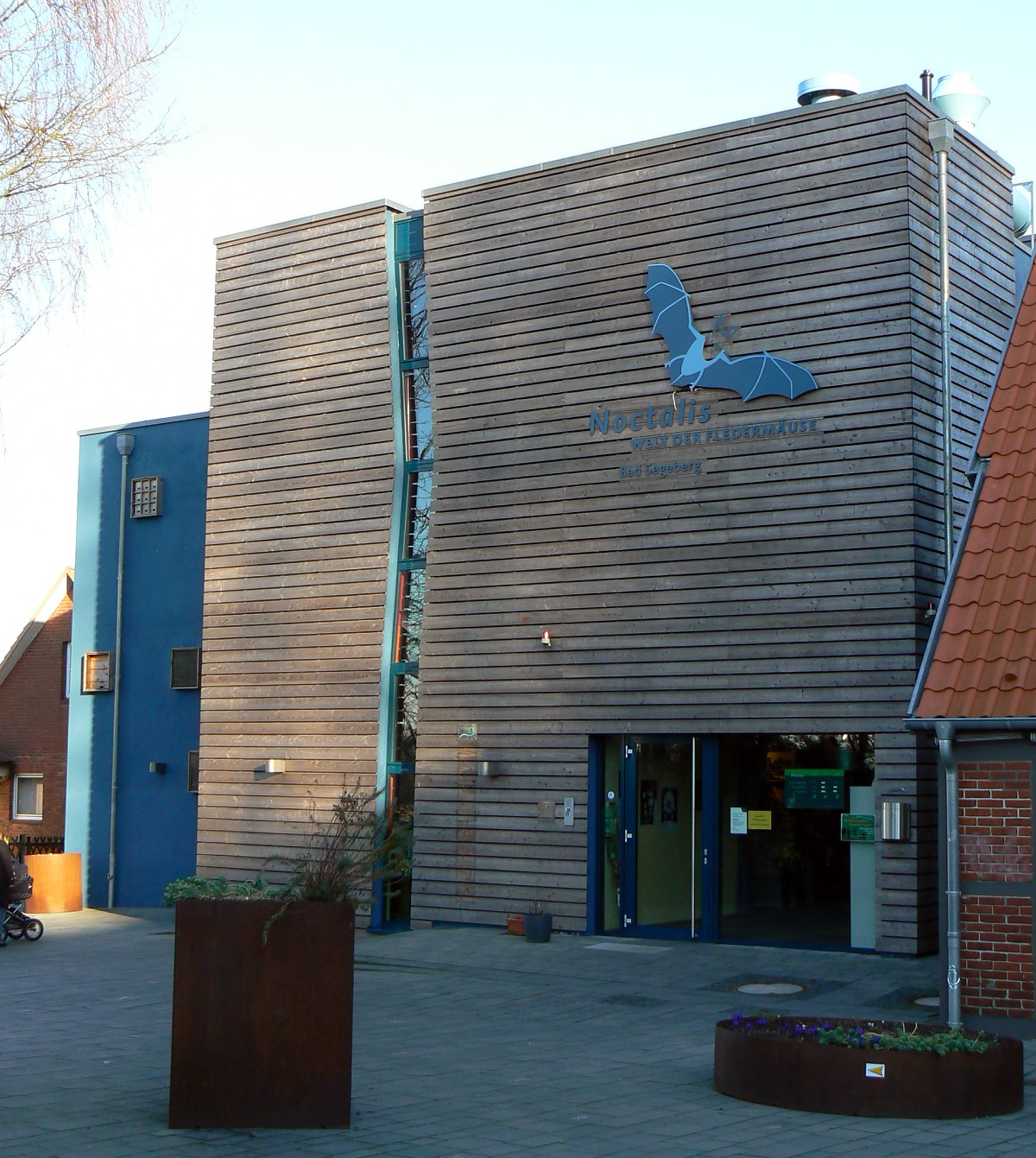
Der Eingangsbereich

Noctalis – Welt der Fledermäuse ist ein Fledermauszentrum in Bad Segeberg, Schleswig-Holstein. Es wurde am 1. März 2006 eröffnet und ist das erste seiner Art in Deutschland. Das Noctalis liegt in unmittelbarer Nähe des Naturdenkmals Kalkberghöhle in Bad Segeberg, einem der größten deutschen Winterschlafquartiere für über 30.000 Fledermäuse.

## Beschreibung
Auf vier Etagen mit 560 m² werden dem Besucher die nachtaktiven Tiere nähergebracht. Um sie gut beobachten zu können, werden sie dazu am Tage im Dunkeln gehalten. Eine Etage ist dafür als Noctarium eingerichtet, in dem über 100 Brillenblattnasen-Fledermäuse (Carollia perspicillata) leben.
Die Brillenblattnasen im Noctarium stammen ursprünglich aus Südamerika und fressen Früchte und Nektar. Die hier gehaltenen Tiere sind Nachzuchten aus dem Frankfurter Zoo und der Universität Ulm.
Da alle einheimischen Arten unter Naturschutz stehen und nicht gefangen werden dürfen, hat man sich seinerzeit entschlossen, tropische Fledermäuse zu halten. Außerdem sind insektenfressende Fledermäuse in Gefangenschaft nur äußerst schwierig zu halten, da ihre Fütterung (Lebendfutter) große Probleme bereiten würde. Jeder Schwarm vertilgt pro Nacht tausende Insekten. Darüber hinaus haben tropische Fledermausarten gegenüber heimischen Arten den Vorteil, dass sie keinen Winterschlaf halten, was es ermöglicht, auch im Winter aktive Tiere zu zeigen.
Auf den weiteren Etagen finden sich Ausstellungen und Erlebnisstationen rund um die Fledermäuse und deren Lebensraum. Hierbei werden das Phänomen Winterschlaf ebenso dargestellt wie der Lebensraum Höhle und die Sommerlebensräume Wald, Gewässer, Wiese und Siedlung.
Auf einer weiteren Etage werden verschiedene Formen der Anpassung der Fledermäuse an ihre Lebensbedingungen vorgestellt (Echoortung, Soziallaute, Fliegen „mit den Händen“ usw.).
Des Weiteren kann man mit Höhlenführern die direkt neben dem Noctalis liegenden Kalkberghöhlen besuchen. Die Kalkberghöhlen haben eine Gesamtlänge von ungefähr 2 km, von denen etwa 250 m für Besucher begehbar sind. Aufgrund ihrer Bedeutung als Winterschlafquartier für Fledermäuse kann man die Höhlen auch nur außerhalb dieser Winterschlafzeit von April bis September besuchen.
Das Fledermaus-Zentrum ist seit dem Jahr 2007 Partner des Virologen Christian Drosten und erforscht Fledermäuse unter der wissenschaftlichen Leitung des Biologen Florian Gloza-Rausch.
Im Jahr 2020 wurde die Zusammenarbeit mit dem Virologen Christian Drosten beendet, da die Forschung im Noctalis beendet wurde. Eine neue Geschäftsführerin wurde eingesetzt.

## Finanzierung
Trägerin von Noctalis ist die Fledermaus-Zentrum GmbH, ein Unternehmen der Stadt Bad Segeberg. Die Baukosten in Höhe von mehr als 1,6 Mio. Euro stammen überwiegend aus öffentlichen Mitteln. Im Einzelnen:
- Deutsche Bundesstiftung Umwelt (600.000 Euro)
- Förderfonds Nord (550.000 Euro)
- Kreis Segeberg (150.000 Euro)
- EU-Förderprogramm Leader Plus (120.000 Euro)
- Ministerium für Umwelt, Naturschutz und Landwirtschaft Schleswig-Holstein (50.000 Euro)

Außerdem existiert darüber eine Stiftung, in der sich unter anderem Heide Simonis, der Humorist Günter Willumeit und Ex-Winnetou-Darsteller Gojko Mitić engagieren.